# بمان (ترانه ریانا)
«بمان» (به انگلیسی: Stay) یک تک‌آهنگ از ریانا با حضور میکی اکو است که در ۷ ژانویه ۲۰۱۳ منتشر شد.
این تک‌آهنگ در چارت‌های ، دانمارک، در رتبه اول و در چارت‌های والونیا، اسکاتلند، فرانسه، ایرلند، نروژ، استرالیا، اسپانیا، لهستان، فلاندرز، سوئیس، نیوزلند، اتریش، بریتانیا، جزو ده ترانه اول قرار گرفت.